# Svetlana Gomboeva
Svetlana Vadimovna Gomboeva (en russe : Светлана Вадимовна Гомбоева) est une archère russe née le 8 juin 1998 à Oust-Ordynski. Elle a remporté avec Elena Osipova et Ksenia Perova la médaille d'argent du tir à l'arc par équipes féminin aux Jeux olympiques d'été de 2020 à Tokyo.